# Miguel Mario Campero
Miguel Mario Campero (Famaillá, 12 de octubre de 1880 - San Miguel de Tucumán, 10 de julio de 1962) fue un político y jurista argentino.

## Biografía
Nació en Famaillá (Tucumán) y fue hijo del matrimonio conformado por Miguel Gerónimo Campero Delgado y Waldina Robles Aráoz. El lugar de su nacimiento fue, probablemente, la casa de su abuela materna Gabriela Aráoz de Robles ubicada frente a la plaza principal del pueblo de Famaillá, pero fue bautizado en la Iglesia de la Villa de Leales, debido a que su familia paterna habitaba en la estancia "Ollantay" en las cercanías de la actual Villa de Santa Rosa de Leales. Ésta pertenecía a un antiguo linaje que se estableció en Tucumán a fines del siglo XVII, integrante de la familia Fernández Campero, cuyos miembros estaban emparentados con los titulares del Marquesado de Yavi o del Valle de Tojo. Sus antepasados tucumanos se remontaban al Maestre de Campo, Don Diego Fernández Campero y al Maestre Don Diego de Robles, ambos instalados en San Miguel de Tucumán,  siendo funcionarios de la Corona española en esta ciudad, con importantes vínculos familiares con el Alto Perú.
Miguel Mario Campero realizó sus estudios universitarios en la Facultad de Derecho de la Universidad de Buenos Aires donde se graduaría con brillantes notas. Allí militó en la Unión Cívica Radical, siendo Presidente del Comité Universitario Radical. 
Fue cofirmante con José Tamborini -luego ministro del presidente Alvear- del famoso manifiesto "A la juventud estudiosa" del 1º de agosto de 1906, en el cual se instaba a los estudiantes a tomar una posición política revolucionaria democrática, invitándolos a militar en las filas del radicalismo.
También entablaría amistad con el líder radical Hipólito Yrigoyen, luego Presidente de la Nación Argentina. Al momento graduarse en Buenos Aires accedería al Doctorado en Jurisprudencia con una laureada tesis titulada "El Estado de Sitio en la Constitución Nacional". De regreso en Tucumán comenzaría la carrera judicial, primero como Defensor de Pobres, luego como Juez en lo Civil y Comercial hasta asumir en 1911 como Vocal de Corte. En 1913 fue nombrado Presidente de la Suprema Corte de Justicia de Tucumán, siendo reelegido por sus pares en 1919. Se desempeñaría como vocal en este Tribunal  hasta su renuncia a la carrera judicial para ingresar a la actividad política. 
Durante este periodo de su vida fue allegado al círculo intelectual tucumano que luego sería denominado "Generación del centenario", integrado por Juan B. Terán, Alberto Rougés, José Ignacio Aráoz, Miguel Lillo, Ernesto Padilla y el poeta boliviano Ricardo Jaimes Freyre. En 1909 se desempeñó como tesorero de la Sociedad Sarmiento, en la comisión presidida por Juan B. Terán. 
En 1924, por recomedación de Hipólito Yrigoyen los radicales tucumanos elevaron su candidatura a gobernador, como candidato de consenso entre las distintas fracciones que dividían a la Unión Cívica Radical tucumana.

## Primera Gobernación (1924-1928)

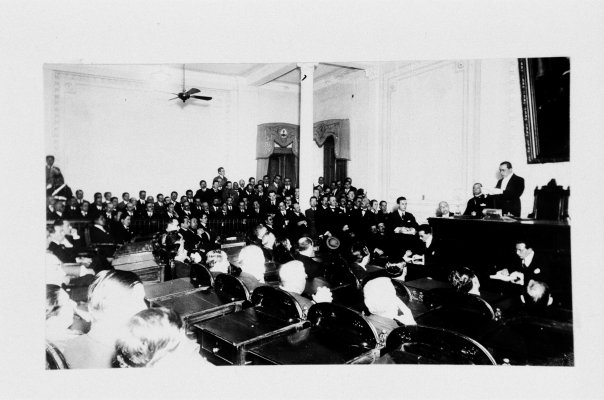
Miguel Campero dirige su discurso a la Legislatura tucumana luego de jurar como gobernador de la provincia, en mayo de 1924.

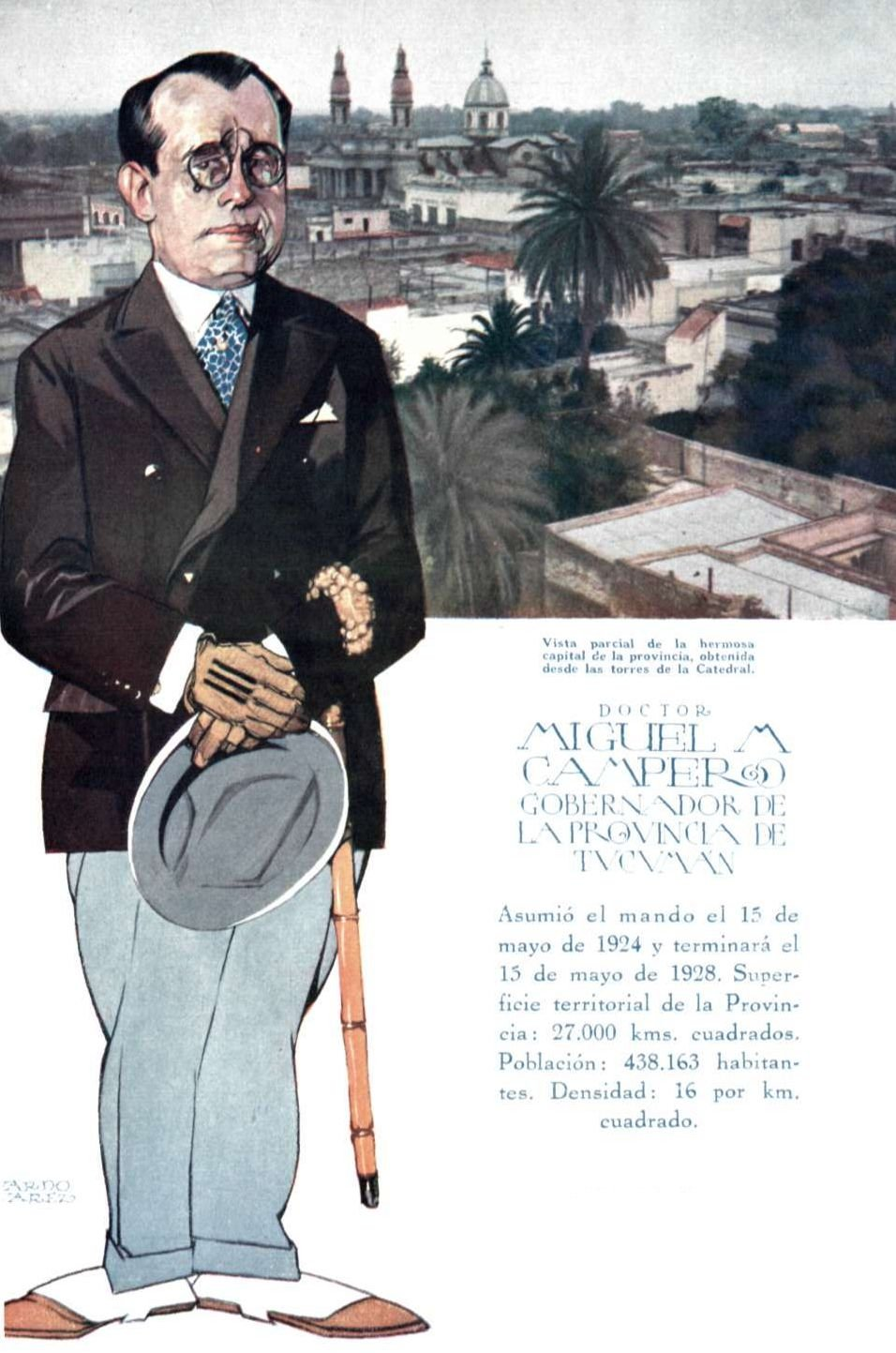
Caricatura del gobernador Miguel Mario Campero en la Revista "Caras y Caretas", Mayo de 1925.

La llegada al poder de la U.C.R. en 1916, tuvo su capítulo local con el triunfo electoral de Juan Bautista Bascary. Su gestión no escapó a las tensiones internas del Radicalismo producidas por el estilo de gobierno de Yrigoyen, el que fue impugnado por un sector del partido dando origen al "antipersonalismo" como corriente política definida. La influencia del antipersonalismo en el norte argentino se originó por la denuncia articulada de sectores conservadores y radicales locales a la promoción de los intereses del litoral y la pampa húmeda en perjuicio de la economía del norte argentino. La economía regional se había conformado bajo el eje de la industria azucarera, fuertemente protegida y volcada al mercado interno. Bascary no pudo conseguir gobernar con una legislatura mayoritariamente conservadora y antipersonalista, siendo intervenido por el gobierno nacional de su mismo signo político dos veces: la primera vez, pedido del propio gobernador en 1918, a fin de superar la obstrucción de la legislatura provincial dominada por los opositores, y luego la intervención definitiva, en 1920 puso fin a su gobierno.
El siguiente gobernador electo en 1922, fue Octaviano Vera, cuyo discurso de fuerte tono contra los intereses de los industriales azucareros, como su tendencia a la protección de los sectores obreros, no impidió que se sumara a las filas del antipersonalismo, en una débil coalición de intereses sociales de diversa extracción.En este periodo se sucedió una seria crisis de la industria azucarera generada por las pésimas cosechas de los años 1916 y 1917, cuyos efectos sociales promovieron numerosas huelgas y disturbios en las localidades más importantes de la provincia. 
Tucumán sería nuevamente intervenida en 1923 y ante la dispersión de las fuerzas radicales, el nombre de Miguel Campero como candidato de consenso entre los dos sectores, -el "rojo" o irigoyenista y el "azul" o antipersonalista-, cuajó para hacer frente al vigoroso resurgimiento de los conservadores cuyo triunfo electoral no estaba descartado. Miguel Campero gozaba a su favor de pertenecer a las filas radicales desde su juventud, además de ser amigo personal de Hipólito Yrigoyen. En las elecciones del 6 de abril de 1924, su candidatura triunfó por 22.645 votos frente a los 17.620 votos de los conservadores agrupados en el Partido Liberal, mientras los socialistas alcanzaron la cifra de 3.181 votos. Miguel Campero asumió la gobernación con la ventaja de percibir los impuestos sobre la actividad azucarera votados por el gobierno de Vera.

### Crisis social y el Laudo Alvear

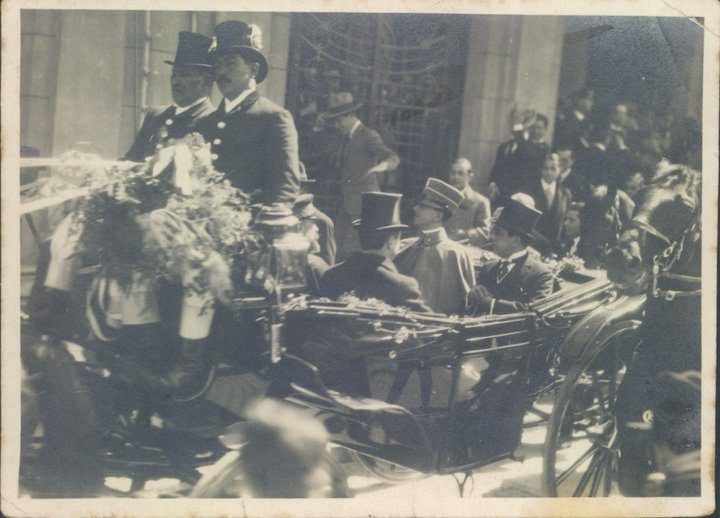
El gobernador Miguel Campero recibe al Principe de Piamonte, Humberto de Saboya, en su visita a Tucumán, en agosto de 1924.

En este periodo como gobernador, le correspondió a Campero intervenir en la crisis de la industria azucarera provocada por la sobreproducción de las zafras correspondientes a los años 1925, 1926 y 1927.La producción de azúcar se había disparado luego de la modernización del parque industrial a principios de siglo y la suplantación de los cultivos desde el tipo de "caña criolla" al tipo "caña java", con mayores rendimientos sacarígenos luego de la crisis de los años 1916 y 1917. Esto generó la caída del precio del azúcar, agravada por la vigencia de aranceles reducidos para el ingreso de este producto desde el exterior, los cuales habían sido decretados por el gobierno de Yrigoyen y mantenidos a pesar de la demanda de las provincias azucareras del norte.
Esta política provocó una disminución de los ingresos del estado provincial, expandiéndose las huelgas y los tumultos por todo el territorio de la provincia. Este periodo fue crítico para los productores de caña de azúcar, pues se manifestaron los efectos de la caída de rendimientos del tipo de caña llamado "criolla", la cual comenzó a ser suplantada por la caña tipo "java" con mayores porcentajes sacarígenos. Este proceso empobreció a los pequeños y medianos productores, quienes no pudieron suplantar sus cultivos por la especie de caña "java", rechazando los ingenios sus cosechas, lo que aumentó el descontento social.
La crisis desembocó en una grave perturbación en el territorio provincial, con enfrentamientos entre productores e industriales, alcanzando su pico el 27 de junio de 1927, cuando una marcha de 30.000 productores llegó a la Plaza Independencia de San Miguel de Tucumán, portando cañas de azúcar a modo de lanzas. Miguel Campero recurrió al gobierno nacional, y el 14 de septiembre de 1928, el presidente Marcelo Torcuato de Alvear emitió su opinión en el "Laudo Alvear", que impulsaba medidas proteccionistas para la actividad azucarera y hacía partícipes de las ganancias a los productores, fijaba un piso al precio de pago por la materia prima a los productores, además de ordenar una serie de medidas administrativas, como el control en las básculas de pesaje de la caña para asegurar reglas claras de comercialización del producto. Las reglas de comercialización y la fijación de precios de la caña de azúcar cosechada serían supervisadas por una "Cámara Gremial de Productores", conformada por un representante del gobierno provincial y representantes de los industriales y cañeros. Los industriales acataron el laudo, mientras que Miguel Campero consolidó su apoyo entre los pequeños y medianos productores azucareros, quienes jugarían su rol político de importancia a favor del Radicalismo en las zonas rurales del interior provincial.

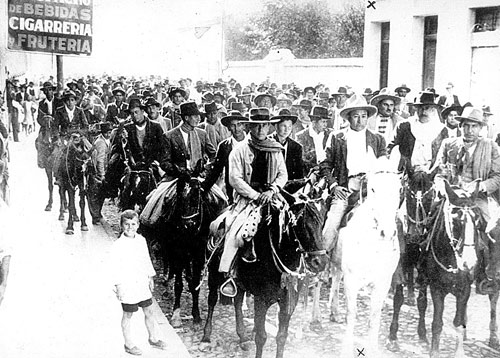
Concentración de productores cañeros en la ciudad de Monteros, durante el conflicto entre industriales, cañeros y trabajadores en 1927.

El "Laudo Alvear" fue la culminación del surgimiento de una "mentalidad agraria" entre los productores cañeros medianos y pequeños, además de consolidar la noción de que los beneficios del proteccionismo debían abarcar también a los sectores más vulnerables del circuito de la producción azucarera.De esta manera, los industriales perdieron la exclusividad del manejo de la economía provincial y su incidencia en el juego político local quedó menguada, aunque algunos industriales como Manuel García Fernández, Rufino Cossio o Ramón Paz Posse militaron activamente en las filas radicales. La presencia de los industriales tucumanos sería vital para el financiamiento de las campañas electorales del Radicalismo tucumano durante la década siguiente, cuándo el partido radical tucumano se declaró en rebeldía frente al Comité Nacional de la U.C.R. 
No obstante, la administración de Campero en este periodo se caracterizó por el inicio de un ciclo de obras públicas de gran envergadura. Entre ellas sobresalen, la construcción de la Penitenciaría de Villa Urquiza, y el Palacio del Banco de la Provincia de Tucumán, -ubicado frente a la Plaza Independencia-, ambos inaugurados en el año 1927. También, se construyó una red de caminos vecinales y puentes sobre los principales ríos de la provincias. Otras de las obras sobresalientes fueron la construcción de postas sanitarias, comisarías y edificios escolares de carácter monumental, tal como la Escuela Bernardo de Irigoyen, en San Miguel de Tucumán. Otra obra pública fue la ornamentación del Parque 9 de Julio mediante la adquisición y emplazamiento de réplicas de esculturas clásicas, adquiridas en Europa por Juan B. Terán, cumpliendo el encargo del Gobierno de la Provincia.  
La administración de Miguel Campero avanzó con una serie de leyes de carácter social, tal como la disposición de asistencia médica obligatoria de los obreros de los ingenios, o el horario de trabajo de profesiones consideradas insalubres, como la de los panaderos o la de los ladrilleros.

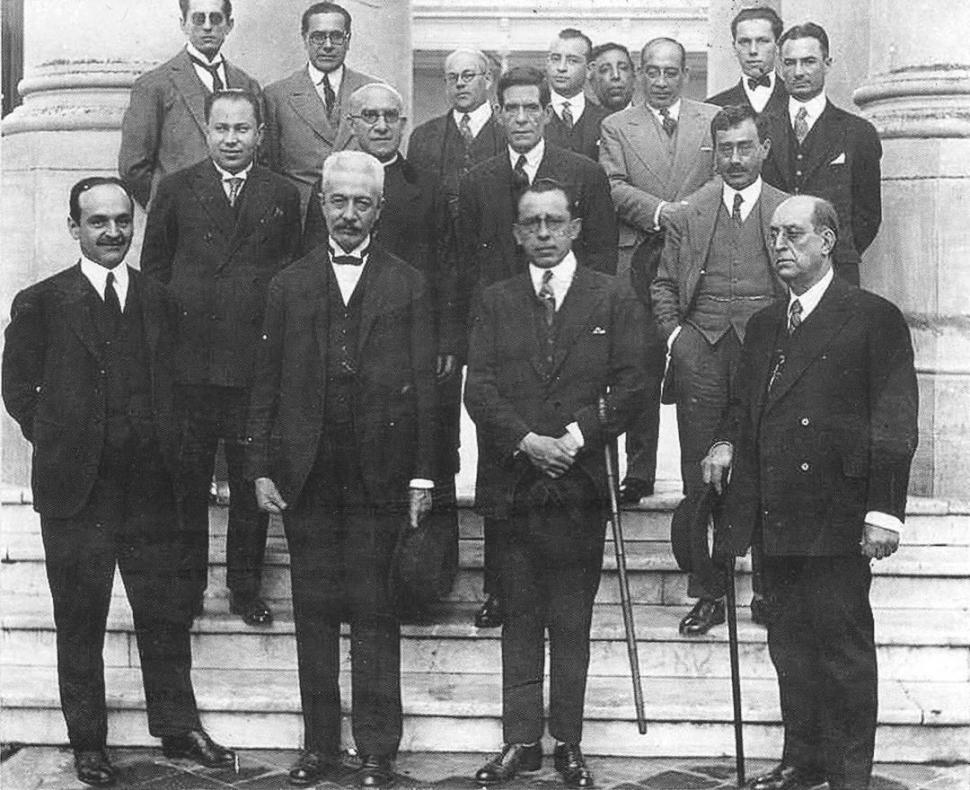
El Gobernador Miguel Campero junto a Juan B. Terán, Rector de la Universidad Nacional de Tucumán, el naturalista Miguel Lillo, y el ministro de Obras Públicas, Tomás Chueca, durante su primer mandato (1924-1928).

Durante la Presidencia de Alvear, la división partidaria de la Unión Cívica Radical quedó oficializada, al constituirse formalmente como un partido separado de alcance nacional, la U.C.R. Antipersonalista. El discurso político del antipersonalismo repudiaba el modo de dirección partidaria de Hipólito Yrigoyen y los "excesos demagógicos" sucedidos durante su presidencia entre 1916 y 1922. A pesar de que el antipersonalismo contaba con la velada simpatía del Presidente Alvear, Miguel Campero permaneció equidistante de la disputa partidaria nacional, a fin de evitar la fragmentación de su base de poder electoral local. Sin embargo, al consolidar su influencia, gracias a los réditos políticos y sociales del Laudo Alvear, en 1927 consideró el momento propicio para declarar su lealtad al irigoyenismo, colocando a la U.C.R. tucumana bajo la órbita del personalismo yrigoyenista. En su último mensaje a la Legislatura provincial en 1928, Campero haría explícita su opción política dentro del radicalismo: 
"...Producida en forma efectiva la división de dos tendencias, una de las cuales buscaba y encontraba el apoyo entusiasta de las fuerzas conservadoras, tradicionalmente adversarias de mi partido, mi conciencia ciudadana y mi deber de mandatario me imponían el deber de manifestar mis simpatías hacia la que, a mi sentir, representa el espíritu democrático del radicalismo, con sus anhelos de reivindicación económica y social." 
En las elecciones de 1928, Miguel Campero dejaría la gobernación en manos del candidato radical personalista José Graciano Sortheix, cuyo gobierno tuvo que sortear las dificultades políticas provocadas por el triunfo en las elecciones municipales de los conservadores organizados en el novedoso partido provincial, denominado "Defensa Provincial Bandera Blanca". La crisis política nacional que culminó con el derrocamiento de Yrigoyen el 6 de septiembre de 1930, tuvo su espejo en Tucumán con la agitación de los opositores, la intervención de la Municipalidad de San Miguel de Tucumán en manos del líder del partido "Bandera Blanca", Juan Luis Nougués, inestabilidad política que concluyó con la intervención provincial decretada por la dictadura de José Félix Uriburu en los días posteriores al golpe de Estado.

## Segunda Gobernación (1935-1939)

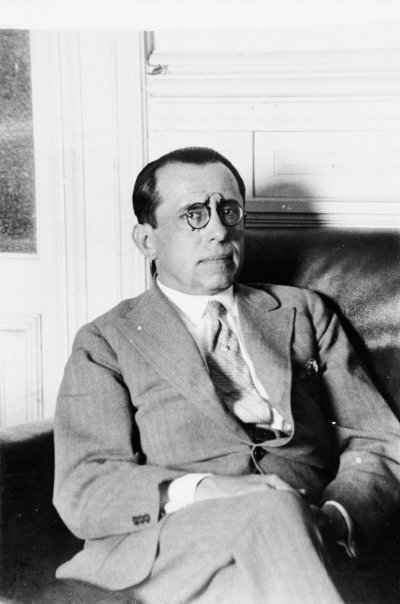
Retrato oficial del gobernador Miguel Mario Campero durante su segundo mandato. Año 1935.

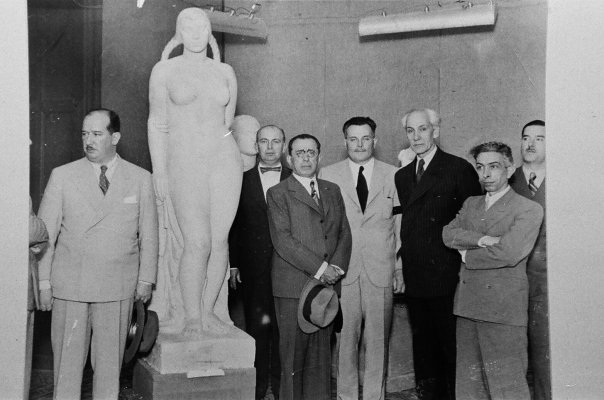
Visita del gobernador Miguel Campero al taller del escultor tucumano, Juan Carlos Iramain, acompañado de su ministro de gobierno, Norberto Antoni y del intendente de San Miguel de Tucumán, Roque Raúl Aragón. Año 1939.

El golpe de Estado de 1930 implicó el desplazamiento del poder de Hipólito Yrigoyen y de la Unión Cívica Radical. El Comité Nacional de la Unión Cívica Radical declaró la abstención electoral entre 1931 y 1935 como reacción al hostigamiento de la dictadura de José Félix Uriburu y del gobierno que le sucedió, el de Agustín P. Justo ( 1932-1938). En la provincia de Tucumán el panorama se tornó conflictivo luego del triunfo de las fuerzas liberales y conservadoras locales aglutinadas en el Partido Defensa Provincial Bandera Blanca que llevó a la gobernación a Juan Luis Nougués (1932-principios de 1934) ante la abstención de los radicales.
El derrocamiento de Hipólito Yrigoyen determinó en Tucumán, que las fracciones radicales personalistas y anti-personalistas se unificaran nuevamente. En 1932, Miguel Campero fue convocado para presidir la Junta Reorganizadora de la U.C.R. tucumana, cuyo resultado fue la proclamación de Eudoro Aráoz como candidato a gobernador. La candidatura a primer senador nacional le fue ofrecida a Campero, pero la fórmula radical fue vetada por la dictadura de José Félix Uriburu. De este modo, el Radicalismo nacional y provincial se declararon en abstención electoral, lo que posibilitó la disputa electoral entre el Partido Liberal tucumano y el Partido Defensa Provincial-Bandera Blanca; triunfando este último que llevaba como candidato a la gobernación al ex-intendente de San Miguel de Tucumán, Juan Luis Nougués. 
Sin embargo, el gobierno de Nougués terminó clamorosamente con una intervención federal, ante la férrea oposición de sus propios aliados, y de los radicales, acrecentada por el malestar de los industriales azucareros ante la decisión de Nougués de proceder a gravar con un impuesto interno, cada bolsa de azúcar comercializada. La provincia fue intervenida cuando Nougués en un acto de temeridad impensada, envió a la policía provincial montada para disolver a latigazos, las sesiones de la legislatura provincial que se había convertido en un bastión dominado por los opositores. 
La intervención federal convocó a elecciones para fines de 1934, lo que determinó que el radicalismo tucumano se presentarse en las elecciones a gobernador, desobedeciendo el mandato partidario nacional de la abstención electoral. La opción por la participación en las elecciones era un tema de arduo debate entre los distritos de la U.C.R. a nivel nacional, pero que en el caso tucumano, planteaba la real posibilidad de tomar el poder por medio de las urnas, luego del fracaso de los conservadores en su vertiente local ( el gobierno de Nougués) y los partidos pertenecientes a la Concordancia. El Comité Provincia de la U.C.R decidió someter la decisión de levantar la abstención, a la decisión de sus afiliados. En este plebiscito interno triunfó la moción de la participación electoral, produciéndose la escisión de la U.C.R. tucumana, pero declarando su adhesión a los postulados generales del radicalismo. De este modo surgió la "U.C.R. Concurrencista", una experiencia radical de tinte provincial que se mantendría en el poder hasta 1943, sin que sus dirigentes repudiasen contactos oficiosos con las autoridades nacionales del radicalismo presididas por Alvear. Esta situación provocó tensiones internas hacia el interior del concurrencismo tucumano, que pudieron ser sorteadas por la figura de Campero, quien dotó a su liderazgo de características más abarcativas, resaltando la naturaleza "tucumana" del fenómeno del radicalismo concurrencista. 
En las elecciones provinciales celebradas en diciembre de 1934, la fórmula electoral presidida por el Miguel Campero (UCR Concurrencista ) obtuvo 31.470 votos; José Padilla (Concordancia) 30.406 votos y Eudoro Aráoz (candidato de otra fracción de la U.C.R. Concurrencista) 22.495 votos. Después de algunos desencuentros iniciales, los grupos radicales negociaron una fórmula unificada y votaron unidos en el Colegio Electoral. En enero de 1935 este cuerpo proclamó gobernador a Campero por 33 votos contra 20 de la Concordancia ( conservadores, socialistas independientes y radicales antipersonalistas). De esa manera, el radicalismo volvía a detentar nuevamente el poder provincial, pero bajo características locales propias. Al enfrentarse con el Comité Nacional, la firme convicción electoralista de la UCR tucumana era funcional a los intereses de Justo puesto que erosionaba la abstención como táctica y alentaba a los radicales de otros distritos a presionar por su levantamiento.No obstante los diputados tucumanos electos, la mayoría de ellos radicales, se incorporaron en el Congreso a la bancada radical opositora que resistía la gestión del gobierno de la Concordancia.
El gobierno de Miguel Campero fue otro de los gobiernos radicales provinciales, junto con los de Amadeo Sabattini en la Provincia de Córdoba (1935-1939) o el gobierno del radical antipersonalista Manuel Iriondo en Santa Fe, que convivieron con el gobierno nacional de Agustín P. Justo cuya legitimidad electoral estaba cuestionada por la proscripción y el fraude. En el caso tucumano, el gobierno nacional de Justo buscó un acercamiento con los radicales concurrencistas, mediante la coordinación en la planificación de grandes obras públicas o mediante la unificación de la legislación provincial a las pautas económicas dictadas en el marco de recomposición de la economía argentina luego de la crisis de 1929.
En los años previos al segundo período de gobierno de Miguel Campero, la situación de las clases obreras en la Provincia se había tornado crítica como consecuencia de la crisis de 1929, y del repliegue de la industria azucarera. El diputado nacional Alfredo Palacios realizó una gira por el norte del país en 1937, describiendo la dura realidad de los sectores populares en su libro El Dolor Argentino, en dónde fundamentaba su proyecto de protección integral a la infancia. La realidad pintada por Alfredo Palacios, justificaba la decisión de Miguel Campero destinada a centrar su gestión en el aspecto social, implementando acciones en los campos de protección a la infancia y a los discapacitados. Esta orientación también buscó distender el clima de violencia que había imperado en la vida política de la provincia durante los tres años previos. Las novedades en este campo se centraron en la inauguración de la primera escuela para Sordo-Mudos, junto con la Colonia de Menores, la Colonia de Vacaciones para Niños Débiles de San Pedro de Colalao, y el Instituto de Ciegos dirigido mediante normas específicas implementadas por el italiano José Aragno Manfredi, especialista quien se radicó en Tucumán.
Miguel Campero había sido uno de los firmantes del documento de creación de la Universidad Nacional de Tucumán, acompañando a su fundador el Dr. Juan B. Terán en el año 1914.En 1936, mediante una ley provincial hizo entrega de las propiedades inmuebles que pertenecían a la provincia a la Universidad, consolidando su patrimonio edilicio. De este modo se hizo efectiva la nacionalización de la Universidad aprobada por el Gobierno Nacional en el año 1922.

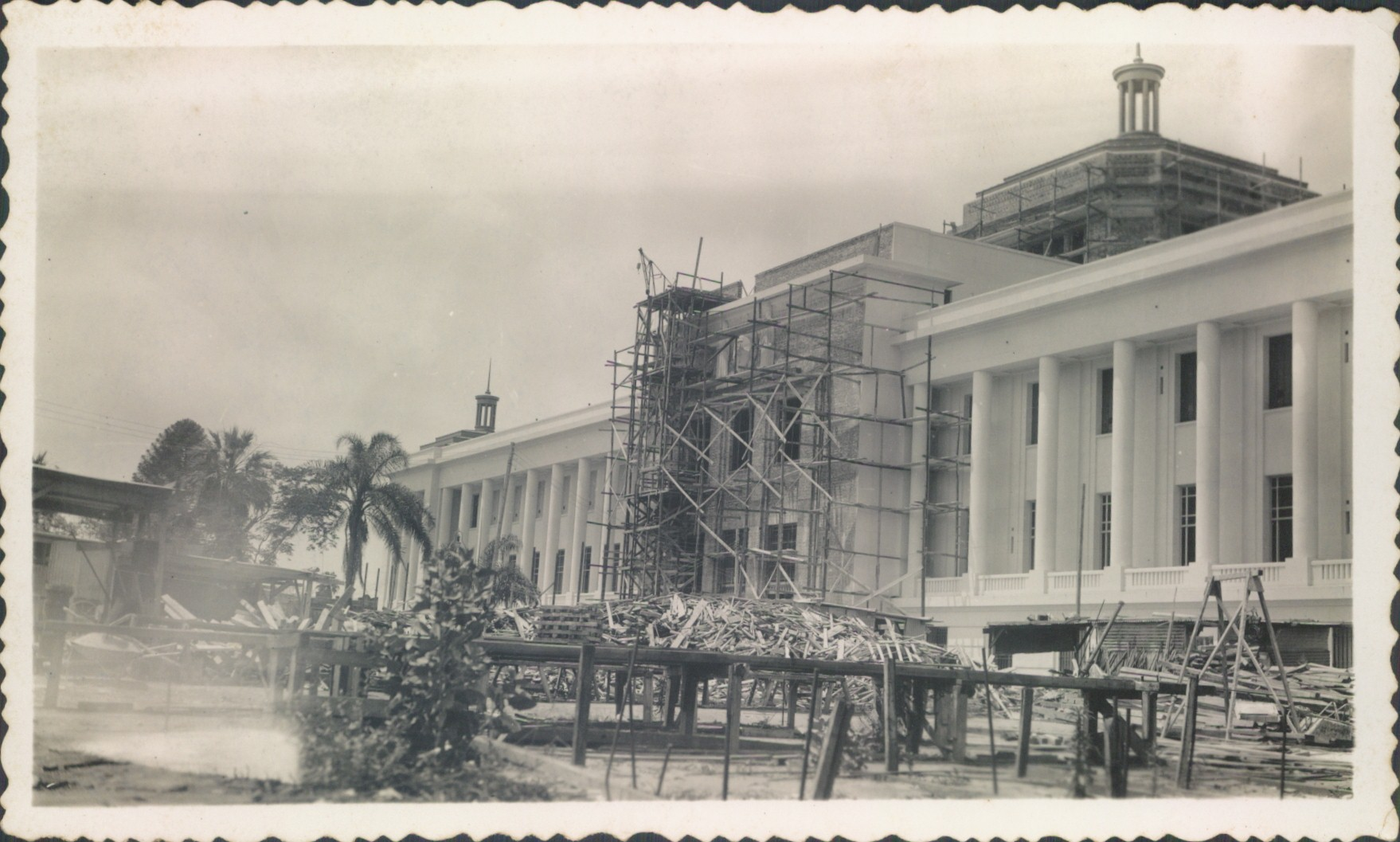
Construcción del Palacio de Tribunales de Tucumán, año 1938.

Otra obra pública de gran importancia simbólica del segundo mandato de Miguel Campero fue la construcción e inauguración del Palacio de Tribunales de San Miguel de Tucumán en el año 1939, ubicado al frente de la Plaza Yrigoyen de la capital tucumana. Este edificio, diseñado por el arquitecto Francisco Squirru, representó la visión arquitectónica de la institucionalidad republicana que representaron, Miguel Campero al frente del Poder Ejecutivo y de Juan Heller como Presidente de la Corte Suprema Tucumana. En la ceremonia de apertura del nuevo Palacio de Tribunales, Juan Heller pronunció uno de sus discursos más célebres, enalteciendo la figura de Miguel Campero y su obra.En sus palabras, Heller hizo alusión a la carrera judicial previa de Campero, como también su proceder como gobernante: 
"...El arte de manejar a los hombres por la elocuencia, la gloria o la ambición, les resulta extraño, ni su gobierno se identifica con el mando. Ellos gobiernan con la conducta, con el decoro de la vida, sin vivir al hilo del mundo porque están en él, precisamente para contradecir muchas de sus corrientes...La ley escrita es su consejero más seguro, y hasta el día que les sea permitido asimilar el Derecho a la Moral e invocar, siquiera débilmente, el atributo de la misedicordia, saben que los hombres son indulgentes con el error humano. Ningún aplauso les suena más grato que el del inocente y, al final de su carrera, su gloria se parece a la del árbol en el otoño, cuando entrega, ( dijo, volviéndose hacia el doctor Campero) como vos, Excelentísimo Señor, la dorada cosecha de sus hojas."
En el campo social, Campero, dotó de amplias facultades a la Dirección Provincial del Trabajo a fin de cumplimentar la legislación obrera aprobada durante su administración, lo que le valió amplias críticas de los sectores conservadores y de los industriales azucareros. El diario " El Orden" se hizo eco de la opinión de estos sectores expresando en una de sus ediciones del año 1935 que : 
"...Hay una predilección del Nepote máximo (alusión a Campero) y su banda, por propiciar la turbamulta, las rebeldías proletarias legítimas o engañadoras, las huelgas de obreros, de cañeros independientes, u obreros del surco, y hasta de los propietarios de transporte colectivo...Lo indiscutible y que todo Tucumán reconoce, es que el camperismo ostenta el título de apañador de movimientos huelguísticos."
Los gobiernos de Miguel Campero y de Miguel Critto articularon una política social a fin de compensar las demandas sociales de los sectores obreros, mediante la eficaz mediación del estado provincial, pero cuyo resultado fue el surgimiento de una fuerte oposición aún de los sectores medios, mientras la prensa local acusaba a Campero de "exacerbar las bajas pasiones populares.". Esta cuestión se enlazaba con la presencia de los empresarios azucareros como miembros prominentes del radicalismo concurrencista, lo que fue impugnado por otros sectores internos y que llevaría a divisiones internas que aflorarían con fuerza en las elecciones de 1938 y 1942.
Al terminar su segundo período de Campero, se habían construido cuarenta y cuatro escuelas y se habían reconstruido otras veintiocho, aumentando el presupuesto de gastos e inversiones en obras y servicios públicos por año a casi sesenta millones de pesos anuales.  Se construyeron los nuevos hospitales provinciales en las localidades de Concepción, El Bracho, Santa Rosa de Leales, Trancas y Villa Alberdi. También se iniciaron las obras, hacia el año 1937, del Dique de Escaba, destinado a la provisión de agua y la colonización y riego de 70 mil ha de nuevos productores agropecuarios. Merece señalarse la construcción de las postas sanitarias en los principales pueblos de la provincia, como también la inauguración de edificios para el albergue de los juzgados de paz y de las comisarías en las ciudades de Famaillá, Monteros, Santa Rosa de Leales y en los barrios de San Miguel de Tucumán.
Otro aspecto relevante del segundo mandato de Campero, fue la creación de la Dirección Provincial de Vialidad (1935), la adhesión a la ley nacional de vialidad, y la inauguración de la ruta que une Yerba Buena con San Javier, acontecida en enero de 1939. Esta obra fue unida a la creación del parque natural de San Javier, considerado como un paisaje protegido bajo la jurisdicción provincial, tomando como eje la ruta y sus miradores, como la hoy conocida como la "Primera Confitería". La protección de este parque provincial fue encomendada a la Junta Provincial de Turismo, organismo destinado a promover las bellezas naturales de la provincia. 

### La cuestión de la enseñanza religiosa en las escuelas provinciales en 1936
Un suceso de relevancia durante el año 1936 demostró el carácter del gobierno que Miguel Campero imprimió a su gestión, centrada en una despliegue del estado, remarcando el carácter laico de la educación pública. Luego del Congreso Eucarístico Internacional de 1934, celebrado en Buenos Aires, la Iglesia Católica había recuperado su influencia política, presionando a los gobiernos provinciales para la restitución de la enseñanza religiosa en las escuelas públicas. De esto modo, la presión del Episcopado había logrado que la enseñanza de religión en las escuelas dependientes de las provincias de Buenos Aires, Salta, Catamarca, Santa Fe y Córdoba fuese una materia obligatoria. En Tucumán, las presiones fueron similares, llegando a presentarse un proyecto legislativo de la obligatoriedad de la enseñanza de este carácter en las escuelas públicas tucumanas, contando con el apoyo de diputados y senadores provinciales pertenecientes a la U.C.R. y al Conservadurismo local. El proyecto generó un gran debate en la prensa local, destacándose las posiciones de Sixto Terán Dode, ferviente católico a favor del proyecto, y la posición de José Lozano Muñoz, perteneciente a las filas de la U.C.R. Comité Nacional, quien sostuvo que la religión era un tema propio de la vida privada de los ciudadanos, por lo tanto el estado no podía legislar sobre el mismo. Los católicos sostenían que la introducción de la religión católica en las escuelas era un acto de "justicia" porque la gran mayoría de la población era eminentemente católica.
La Iglesia Católica a través del Obispo Agustín Barrére emitió una pastoral, apoyando la enseñanza religiosa en las escuelas e instando a votar por aquellos candidatos que se identificasen con dicha postura. Sin embargo, el gobernador Miguel Campero frente a las presiones de la Iglesia, de la Acción Católica, de algunos dirigentes del Concurrencismo y del Conservadurismo, instó a la Legislatura a no tratar el proyecto de enseñanza religiosa "en la defensa de la libertad de conciencias y de culto". En el año 1936, se produjo la renovación parcial de la Legislatura provincial, por lo que el proyecto al no ser considerado por la mayoría concurrencista en las Cámaras legislativas provinciales, perdió estado parlamentario. De este modo, Miguel Campero puso límites a la acelerada "cristianización en clave católica" de la esfera pública tucumana, la cual se concretará con los gobiernos de la Revolución de 1943, cuando se imponga por ley nacional la enseñanza religiosa obligatoria.  

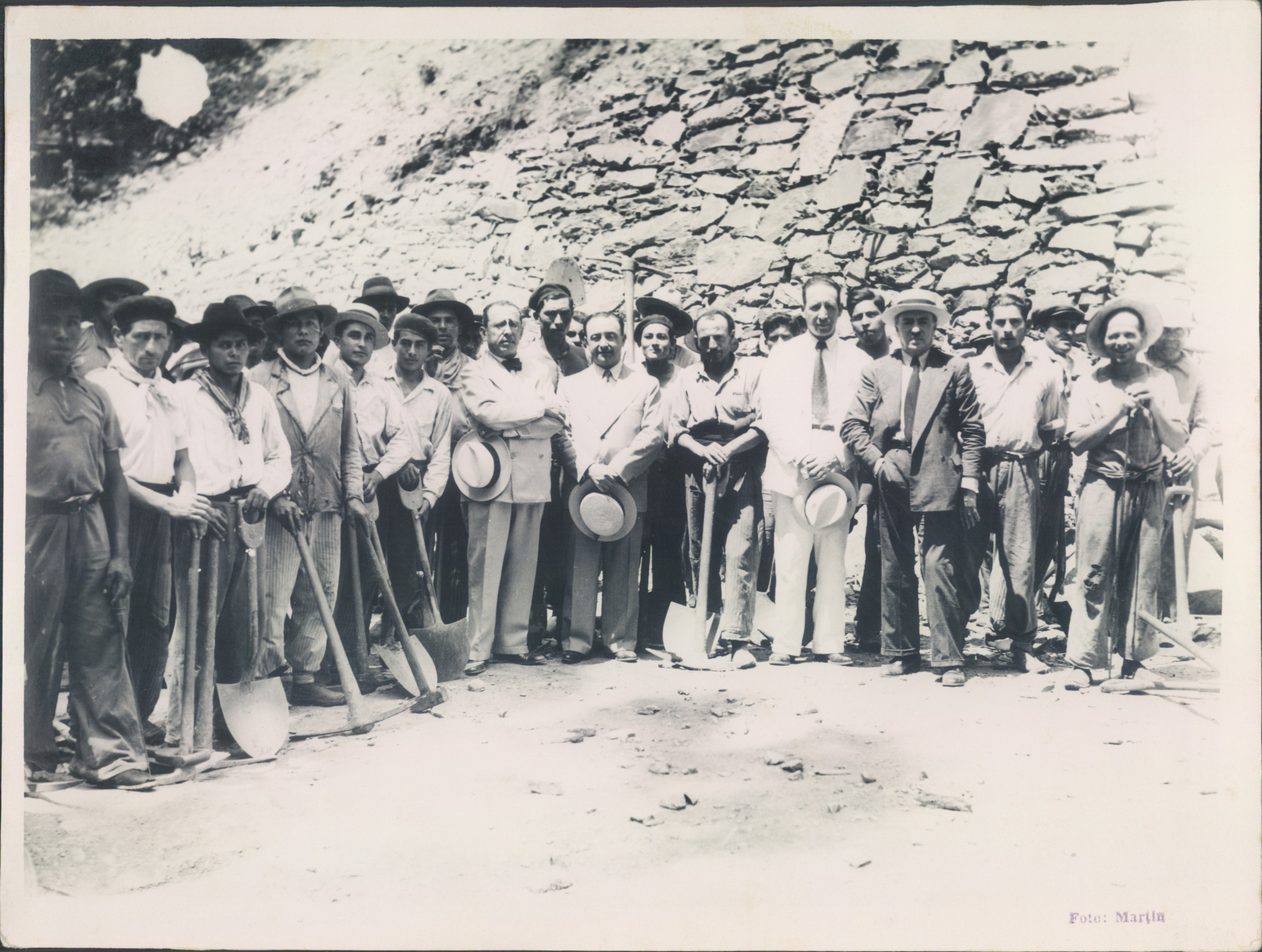
El Gobernador Miguel Campero junto a los trabajadores en el Camino a la Cumbre de San Javier. Tucumán, 1939

### El ofrecimiento de la candidatura a vicepresidente de la Nación y el fin de su segundo gobierno
En oportunidad de las elecciones nacionales de 1937, en razón de su gestión como gobernador de Tucumán, a Miguel Campero le fue ofrecida la candidatura para la vicepresidencia de la Nación por la Unión Cívica Radical, en la fórmula presidencial encabezada por Marcelo Torcuato de Alvear. Miguel Campero declinó éste ofrecimiento por su deseo de continuar en sus funciones como gobernador, como también, ante la real posibilidad de que un conservador le sucediera al frente de la provincia en razón de las divisiones que comenzaban a manifestarse en el radicalismo concurrencista. Al rechazar esta propuesta, Campero mantenía cierto margen de independencia para el concurrencismo, aunque las disidencias pronto se manifestaron al momento de elegir su sucesor, ya que un ala más proclive al retorno al radicalismo nacional, proclamó a Norberto Antoni como candidato a gobernador, mientras otra fracción proclamó a Miguel Frías. 
La intervención personal de Alvear permitió que el candidato de transacción fuese Miguel Critto, mientras los partidarios de Norberto Antoni rechazaron el acuerdo y constituyeron la "U.C.R. Frente Popular" como una expresión de repudio a la colusión de intereses con los empresarios azucareros quienes apoyaron la candidatura de Miguel Critto. La intervención de Marcelo T. de Alvear fue considerada por algunos sectores del radicalismo concurrencista como una injerencia inoportuna, a pesar de que Alvear presidía la U.C.R. Nacional, en una frágil unión entre los sectores personalistas y antipersonalistas. En las elecciones presidenciales de 1937, la fórmula presidencial del radicalismo nacional encabezada por Alvear y Enrique Mosca fue derrotada en el resto del país por el ejercicio del "fraude patriótico" promovido por el gobierno de Agustín P. Justo para beneficiar a la fórmula presidencial de la Concordancia, integrada por Roberto Marcelino Ortiz y Ramón S. Castillo. Sin embargo, los resultados provinciales tucumanos favorecieron a la fórmula radical, ya que en Tucumán no aconteció la práctica del fraude electoral por una decisión firme de respeto a las instituciones mantenida por Campero. Como consecuencia de esta realidad política tucumana, Alvear consideró prioritario fortalecer al radicalismo mediante el triunfo de los concurrencistas y de los radicales afectos al Comité Nacional, a través de la candidatura del candidato único, Miguel Critto.

## Las elecciones del año 1942: crisis institucional y parálisis del Colegio Electoral

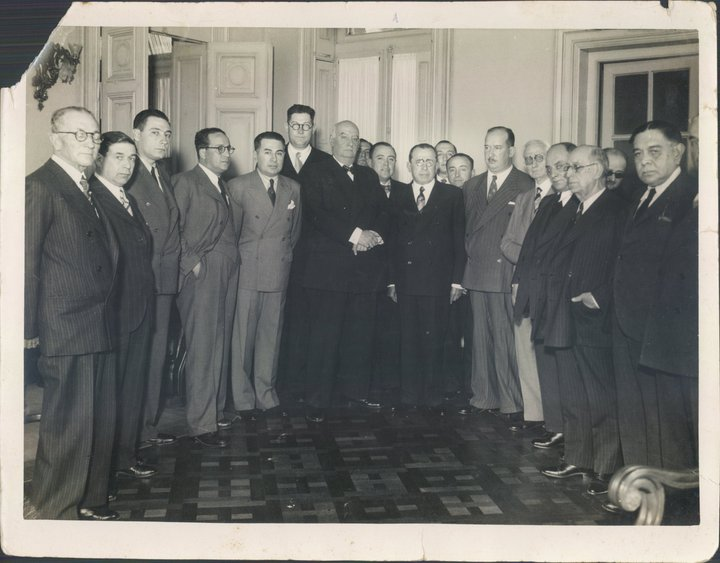
El gobernador Miguel Campero recibe al expresidente Marcelo T. de Alvear con motivo de las elecciones provinciales de 1938. Archivo General de la Nación Argentina.

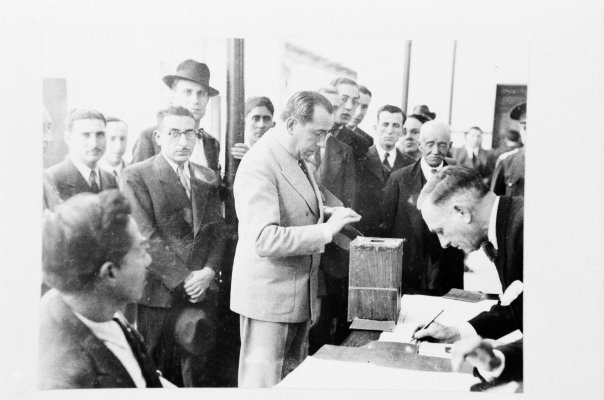
El gobernador Miguel Campero emitiendo su voto.

Posteriormente, a Miguel Campero le sucedería en la gobernación de Tucumán, Miguel Critto ( 1939-1943). En este periodo, Miguel Campero se retiró de la política activa, como resultado de su velado desacuerdo con el rumbo que adoptó el gobierno de su sucesor, proclive a la influencia de los industriales azucareros y de la Iglesia Católica. Su retiro de la política, también, obedeció al veto que había sufrido su candidatura a senador nacional por parte de la dirigencia del concurrencismo, en 1941, cuando la Legislatura tucumana optó por el empresario azucarero Rufino Cossio para que ocupase una de las bancas de senador por la provincia de Tucumán en el Congreso Nacional. Esta posición de la dirigencia concurrencista obedecía a la desconfianza que había generado Miguel Campero, al abstenerse de apoyar la fórmula presidencial de la Concordancia en las elecciones de 1937, integrada por Roberto Marcelino Ortiz y Ramón S. Castillo y al negarse a ser partícipe de un posible fraude.
El final del gobierno de Critto en 1942 estuvo surcado por las divisiones internas de la Unión Cívica Radical tucumana, cuyos grupos llegarían a un frágil acuerdo para consensuar la fórmula para gobernador de las elecciones de 1942, nominando nuevamente como candidato a Miguel Campero, como única personalidad aglutinante de los sectores radicales enfrentados entre sí. De este modo, la U.C.R. Concurrensista, cuyos líderes más notorios eran el gobernador Miguel Critto y el industrial azucarero, Manuel García Fernández, sostuvieron la candidatura de Campero, pero enfrentados a las otras dos divisiones radicales: La UCR Tradicionalista y la UCR Frente Popular presidida por Nicasio José Sánchez Toranzo, quienes también proclamaron a Campero como candidato a gobernador.Finalmente las tres fracciones radicales concurrencistas se unieron en la llamada "Alianza Radical". Otro sector del Radicalismo- la U.C.R. Comité Nacional- presentó la candidatura del ex-intendente de San Miguel de Tucumán, Roque Raúl Aragón, presentando un programa electoral siguiendo las directivas del Comité Nacional dirigido por Gabriel Oddone, quien representaba los avances de la intransigencia inspirada por Amadeo Sabattini frente a los dirigentes nacionales alvearistas. 
Sin embargo, el Comité Nacional de la U.C.R. y la Alianza Radical dieron por superadas sus diferencias cuando el peligro de perder la gobernación en manos de los conservadores se tornó posible. En las elecciones, realizadas el 16 de octubre de 1942, Campero obtuvo el mayor número de votos frente al candidato conservador Adolfo Piossek, pero no así la mayoría de electores en el Colegio Electoral. 
Ante la posibilidad concreta de que una alianza entre sectores del radicalismo- divididos electoralmente, pero coordinados para unirse en el Colegio Electoral-, el presidente Ramón S. Castillo decidió impedir un nuevo triunfo de los radicales opositores. En un primer momento, el presidente Castillo decretó la intervención del propio Colegio Electoral de Tucumán en una medida inédita para el constitucionalismo argentino, designando al senador conservador Alberto Arancibia Rodríguez, como "interventor" del éste cuerpo electoral a fin de dirigir la votación de las nuevas autoridades provinciales.Inclusive, para impedir la constitución de la mayoría de electores radicales, se recurrió a la impugnación de dos electores de este signo político bajo el argumento de que eran analfabetos, cuando en verdad, se trataba de dos electores de origen árabe: Abraham Gettas y Manuel Cebe. El proceso continuó confusamente, pues los electores conservadores deliberadamente se ausentaron de la asamblea, mientras los radicales demandaron su comparecencia por la fuerza pública. Tras intentos fallidos de reunión del Colegio Electoral y negociaciones frenéticas que llegaron a la posibilidad de la declinación conjunta por parte de Miguel Campero y Adolfo Piossek a sus candidaturas, el período legal de gobierno de Critto concluyó en febrero de 1943. Ante la ausencia de un gobernador electo según la constitución provincial, el gobierno de la Provincia fue definitivamente intervenido siendo designando como interventor titular el mismo Senador Arancibia Rodríguez. Esta crisis política provincial fue uno de los antecedentes que llevaron al golpe de Estado, que inició la Revolución del 43 y el fin del ciclo de gobiernos fraudulentos iniciados en 1930.

## Actividad posterior a sus mandatos como gobernador y retiro de la vida pública

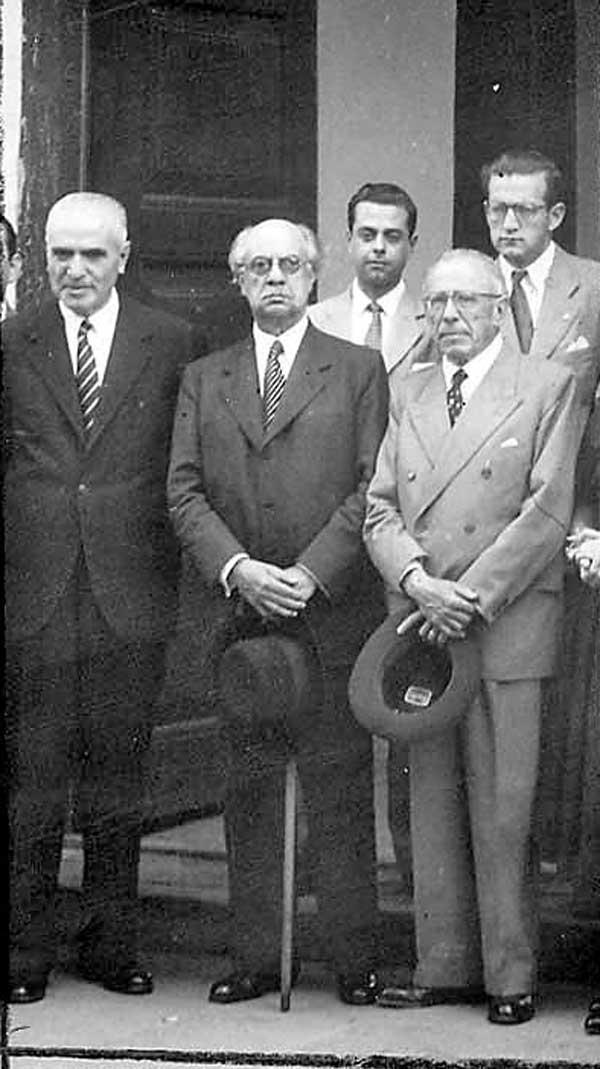
Fotografía que muestra al escritor Ricardo Rojas, presidente de la Unión Cívica Radical, rodeado de los exgobernadores de Tucumán, Miguel Critto (izquierda) y Miguel Campero (derecha) en la puerta de la Casa Histórica de Tucumán. Año 1954.

Luego de estos sucesos, Miguel Campero se retiró a la vida privada. Sin embargo, su personalidad reservada y su fino humor basado en las antiguas costumbres rurales tucumanas, lo convirtieron en una figura emblemática para todos los sectores sociales. Fue designado miembro de la Junta Normalizadora Nacional de la U.C.R. en 1945, según lo estipulaba la nueva ley de partidos políticos dictada por el gobierno de Edelmiro Farrell como paso previo a las elecciones generales de febrero de 1946. Renunció a este cargo sin asumirlo, considerando a la disposición emanada del gobierno militar, incompatible con la autonomía de los partidos. En diciembre de 1945, con la intervención del delegado del Comité Nacional de la U.C.R., Mauricio Yadarola, se puso fin a la división entre los radicales tucumanos del concurrencismo y los radicales del Comité Nacional para sostener la fórmula presidencial de la Unión Democrática y la candidatura a gobernador de Eudoro Aráoz, frente al pujante Partido Laborista que proclamó la fórmula Perón-Quijano, llevando como candidato a gobernador al militar Carlos Domínguez.
Miguel Campero adhirió a la Declaración de Avellaneda, emitida por la Convención Nacional de la U.C.R. en abril de 1945 y se declaró simpatizante del sector interno del Radicalismo denominado Movimiento de Intransigencia y Renovación. En 1956 manifestó su adhesión a la Unión Cívica Radical del Pueblo dirigida por Ricardo Balbín. 
Convertido en una personalidad respetada en la sociedad tucumana, no sufrió embates por parte de los primeros gobiernos peronistas. Vivió sus últimos años en su casa de la calle 25 de Mayo 720 para luego trasladarse a los edificios de Avenida Sarmiento y 25 de Mayo de San Miguel de Tucumán. Personalidad de costumbres austeras y de honestidad indiscutible hasta el final de su vida, muchos tucumanos lo recuerdan caminando por las calles de la ciudad, saludando a los transeúntes con su típico gesto de inclinar el sombrero ante su interlocutor. 
Había contraído matrimonio Dolores Zavalía Estévez en 1914, quien era bisnieta de la dama patricia Francisca Bazán de Laguna, propietaria de la Casa Histórica en dónde se declaró la Independencia argentina y del comerciante español Agapito Zavalía. El matrimonio engendró cuatro hijas mujeres quienes emparentaron con diversos círculos sociales de la sociedad tucumana. Miguel Campero falleció en San Miguel de Tucumán el 10 de julio de 1962. Durante su sepelio, el exdiputado radical Fernando Prat Gay pronunció una oración fúnebre en su memoria ante el Panteón de su familia en el Cementerio del Oeste. En palabras de Prat Gay, la muerte de Campero significaba: 
“La profunda grieta que abre esta muerte en el corazón de Tucumán, nos recuerdan la suavidad, la inteligencia sutil y madurada, la vivacidad del pensamiento, la energía en la acción, el equilibrio mental, la justicia como norma, que fueron las condiciones que signaron la vida de este hombre ilustre y maestro de la juventud. Esa juventud, quien debe recoger sus enseñanzas como un don preciado, para aplicarlas en las horas difíciles que vivimos y que tendremos que vivir... En esta ciudad de los palacios callados, donde la muerte da a la vida una dramática lección de serenidad y de paz, debe alzarse un monumento que diga a los caminantes que pasan por ella: aquí yacen los restos de Miguel Campero, honra y gloria de la Provincia que lo vio nacer”.
Actualmente, sus restos descansan en el Cementerio Parque de La Paz, de la localidad de la Rinconada, Yerba Buena.

## Homenajes
- Las principales avenidas de la Ciudad Alberdi, Tafí del Valle y Santa Rosa de Leales, se denominan " Dr. Miguel Campero" en su homenaje. Un busto suyo fue emplazado en una plaza del Barrio Los Tarcos II de San Miguel de Tucumán, que lleva su nombre.
- El Instituto de Enseñanza Superior de Tucumán también se denomina "Dr. Miguel Campero", mediante ley provincial N° 7405 del gobierno de Tucumán.
- La ruta provincial N° 338, que une Yerba Buena, San Javier, Villa Nougués hasta San Felipe, se denomina "Dr. Miguel Mario Campero", por disposición de la Dirección Provincial de Vialidad de Tucumán, del 4 de octubre de 2012, en homenaje al cincuentenario de su fallecimiento.
- Una de las calles del Barrio Lomas de Tafí en Los Pocitos, lleva su nombre.